# Bakterije
Baktêrije ali cepljívke (znanstveno ime Bacteria) so velika skupina enoceličnih mikroskopskih živih organizmov, z razmeroma preprosto celično strukturo brez celičnega jedra in brez organelov, kot so mitohondriji ali kloroplasti. Najdemo jih tako v zemlji, vodi in zraku ter v simbiozi z drugimi organizmi.

## Klasifikacija

### Domena bakterij
V spodnji tabeli je zgodovinski pregled nekaterih bolj znanih klasifikacij živih bitij z izvirnimi znanstvenimi imeni. Danes se bakterije (Bacteria) najpogosteje obravnava kot eno od treh domen po Woeseju. Izraz Eubacteria ali prave bakterije zajema povsem iste organizme, vendar gre za starejšo Woesejevo razdelitev na kraljestva. Glede na osnovno strukturo celic se še vedno uporablja tudi izraz Prokarioti (Prokaryota), ki zajema vse enocelične organizme brez jedra.
| Linnaeus 1735 2 kraljestvi | Haeckel 1866 3 kraljestva | Chatton 1925 2 nadkraljestvi | Copeland 1938 4 kraljestva | Whittaker 1969 5 kraljestev | Woese et al. 1977 6 kraljestev | Woese et al. 1990 3 domene | Cavalier-Smith 2004 6 kraljestev |
| -------------------------- | ------------------------- | ---------------------------- | -------------------------- | --------------------------- | ------------------------------ | -------------------------- | -------------------------------- |
| (brez)                     | Protista                  | Prokaryota                   | Mychota                    | Monera                      | Eubacteria                     | Bacteria                   | Bacteria                         |
| (brez)                     | Protista                  | Prokaryota                   | Mychota                    | Monera                      | Archaebacteria                 | Archaea                    | Bacteria                         |
| (brez)                     | Protista                  | Eukaryota                    | Protoctista                | Protista                    | Protista                       | Eukarya                    | Protozoa                         |
| (brez)                     | Protista                  | Eukaryota                    | Protoctista                | Protista                    | Protista                       | Eukarya                    | Chromista                        |
| Vegetabilia                | Plantae                   | Eukaryota                    | Plantae                    | Plantae                     | Plantae                        | Eukarya                    | Plantae                          |
| Vegetabilia                | Plantae                   | Eukaryota                    | Protoctista                | Fungi                       | Fungi                          | Eukarya                    | Fungi                            |
| Animalia                   | Animalia                  | Eukaryota                    | Animalia                   | Animalia                    | Animalia                       | Eukarya                    | Animalia                         |

### Debla
Naslednja debla so bila uradno priznana in objavljena v skladu z Bacteriological Code:
- Acidobacteriota
- Actinomycetota
- Aquificota
- Armatimonadota
- Atribacterota
- Bacillota
- Bacteroidota
- Balneolota
- Bdellovibrionota
- Caldisericota
- Calditrichota
- Campylobacterota
- Chlamydiota
- Chlorobiota
- Chloroflexota
- Chrysiogenota
- Coprothermobacterota
- Cyanobacteriota
- Deferribacterota
- Deinococcota
- Dictyoglomota
- Elusimicrobiota
- Fibrobacterota
- Fusobacteriota
- Gemmatimonadota
- Ignavibacteriota
- Kiritimatiellota
- Lentisphaerota
- Mycoplasmatota
- Myxococcota
- Nitrososphaerota
- Nitrospinota
- Nitrospirota
- Planctomycetota
- Pseudomonadota
- Rhodothermota
- Spirochaetota
- Synergistota
- Thermodesulfobacteriota
- Thermomicrobiota
- Thermoproteota
- Thermotogota
- Verrucomicrobiota

## Zgradba
Večina bakterij je zelo majhnih in merijo v dolžino 0,5–5 μm; obstajajo pa tudi orjaške bakterije, kot sta Thiomargarita namibiensis in Epulopiscium fishelsoni, ki zraseta v dolžino do 0,5 mm. Praviloma imajo celično steno, tako kot rastline in glive, vendar pa z zelo različno sestavo peptidoglikanov. Številne se premikajo z bičkom, ki pa se po strukturi razlikuje od bičkov drugih skupin.

## Razmnoževanje
Razmnoževanje bakterij poteka v treh fazah. Kadar populacija bakterij vstopi v zelo hranljivo okolje, ki omogoča rast, se morajo celice najprej prilagoditi novemu okolju. V prvi fazi razvoja je značilna počasna rast, kjer se celice najprej prilagajajo in pripravljajo za hitro rast. Naslednji korak je logaritmična faza oziroma eksponentna rast, kar pomeni, da se bakterije, če njihovo število merimo po enakomernem časovnem intervalu, začnejo razmnoževati z enakim faktorjem oziroma količnikom, ki ga glede na število intervalov potenciramo. To se dogaja vse dokler se hranljive snovi ne izrabijo. Po tej fazi nastopi zadnja faza, ki ji rečemo faza mirovanja, kjer se bakterije ne razmnožujejo več. 

## Bakterije kot povzročitelji bolezni
Številni patogeni so bakterije. Razmnožujejo se, kjer so ugodne življenjske razmere, npr. vlaga, količina hrane, pomanjkanje kisika ali ustrezna temperatura. Lahko povzročijo resne bolezni, npr. pljučnico, tetanus in sifilis. Antibiotiki so učinkovita zdravila zoper večino bakterij; najbolj znana in razširjena skupina antibiotikov, penicilini, deluje tako, da onemogoča formiranje celične stene bakterije. Za obrambo pred nekaterimi bakterijskimi okužbami so razen antibiotikov na voljo tudi cepiva. Rezultat cepljenja je nastanek protiteles, ki preprečijo naselitev bakterij ali onemogočajo delovanje bakterijskih toksinov.
Nekatere bakterije se prilepijo na tkivne celice in prodrejo vanje, npr. Shigella, ki povzroča drisko. Druge ustvarjajo strupe, imenovane toksini. Nekateri toksini so zelo nevarni: 3 kg toksina botulina bi ubilo vse človeštvo.